# Elezioni europee del 2014 in Grecia
Le elezioni europee del 2014 in Grecia si sono tenute il 25 maggio.

## Risultati
| Liste  | Liste                                                        | Gruppo             | Voti      | %     | +/-   | Seggi | +/-     |
| ------ | ------------------------------------------------------------ | ------------------ | --------- | ----- | ----- | ----- | ------- |
|        | Coalizione della Sinistra Radicale (SYRIZA)                  | GUE/NGL            | 1.518.376 | 26,56 | 21,87 | 6     | 5       |
|        | Nuova Democrazia (ND)                                        | PPE                | 1.298.948 | 22,72 | 9,57  | 5     | 3       |
|        | Alba Dorata (XA)                                             | NI                 | 536.913   | 9,39  | 8,93  | 3     | 3       |
|        | Ulivo - Schieramento Democratico (ELIA-DA) (PASOK e alleati) | S&D                | 458.514   | 8,02  | 28,62 | 2     | 6       |
|        | To Potami                                                    | S&D                | 377.662   | 6,61  | nuovo | 2     | 2       |
|        | Partito Comunista di Grecia (KKE)                            | NI                 | 349.342   | 6,11  | 2,24  | 2     | Stabile |
|        | Greci Indipendenti (ANEL)                                    | ECR                | 197.837   | 3,46  | nuovo | 1     | 1       |
|        | Raggruppamento Popolare Ortodosso (LAOS)                     | -                  | 154.029   | 2,69  | 4,45  | -     | 2       |
|        | Greci Cittadini Europei                                      | -                  | 82.381    | 1,44  | nuovo | -     | Stabile |
|        | Sinistra Democratica (DIMAR)                                 | -                  | 68.630    | 1,20  | nuovo | -     | Stabile |
|        | Unione per la Patria e per il Popolo                         | -                  | 59.482    | 1,04  | nuovo | -     | Stabile |
|        | Partito dei Cacciatori Greci (KEK)                           | -                  | 56.851    | 0,99  | 0,27  | -     | Stabile |
|        | Ponti (Dimiourgia, xana! - Azione)                           | -                  | 51.738    | 0,91  |       | -     |         |
|        | Verdi Ecologisti                                             | -                  | 51.703    | 0,90  |       | -     |         |
|        | Altri <50.000 voti                                           | Altri <50.000 voti | 453.579   | 7,94  |       | -     |         |
| Totale | Totale                                                       | Totale             | 5.715.985 |       |       | 21    | 1       |